# Pavone Canavese
Pavone Canavese é uma comuna italiana da região do Piemonte, província de Turim, com cerca de 3.781 habitantes. Estende-se por uma área de 11 km², tendo uma densidade populacional de 344 hab/km². Faz fronteira com Ivrea, Banchette, Samone, Colleretto Giacosa, Romano Canavese, Perosa Canavese, San Martino Canavese.

## Demografia
| Variação demográfica do município entre 1861 e 2011                               |
|                                                                                   |
| Fonte: Istituto Nazionale di Statistica (ISTAT) - Elaboração gráfica da Wikipedia |